# Lambda (Anatomie)

Aufsicht auf den Rattenschädel: Schematische Lage von Bregma und Lambda

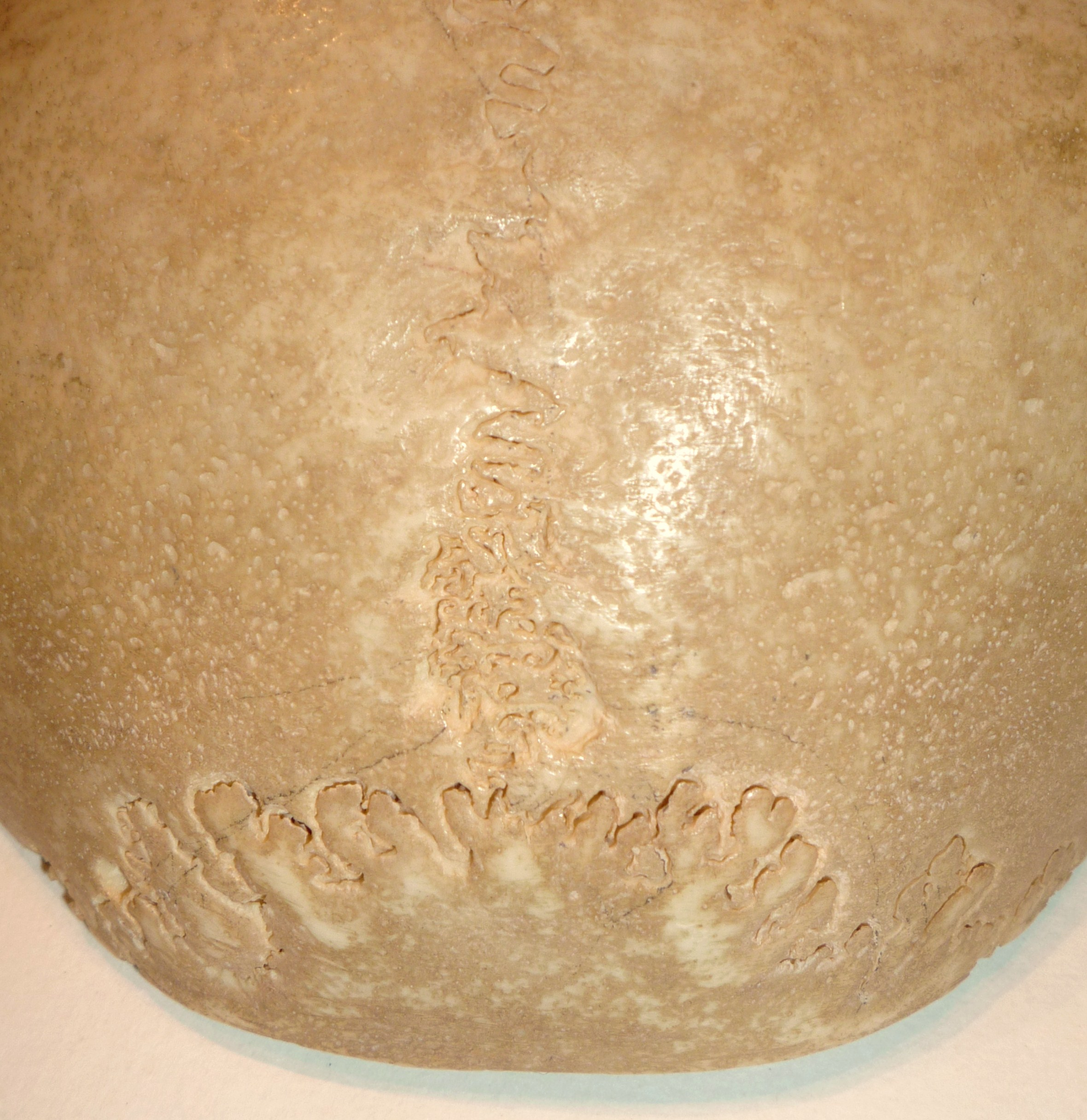
Lage von Lambda

Als Lambda wird in der Anatomie derjenige Punkt am Schädel bezeichnet, an dem die Sutura lambdoidea (Lambdanaht), die das Hinterhauptbein (Os occipitale) von den beiden Scheitelbeinen (Ossa parietalia) trennt, und die Sutura sagittalis (Pfeilnaht), die die beiden Scheitelbeine trennt, zusammentreffen. Er hat Bedeutung in der Kraniometrie.
Bei Neugeborenen liegt an dieser Stelle die dreieckige hintere Fontanelle (Fonticulus posterior), die sich im Alter von 3 Monaten schließt.